# Allemagne au Concours Eurovision de la chanson 1976
L'Allemagne a participé au Concours Eurovision de la chanson 1976 le 31 mars à La Haye. C'est la 21e participation allemande au Concours Eurovision de la chanson.
Le pays est représenté par le groupe Les Humphries Singers et la chanson Sing Sang Song (de), sélectionnés par la Hessischer Rundfunk à travers une finale nationale.

## Sélection

### Ein Lied für Den Haag
Après que les sélections internes et les décisions du jury ont donné de mauvais résultats les années précédentes, la Hessischer Rundfunk organise une sélection par le public.
Cette année, les chansons retenues pour la finale ne sont pas interprétées en direct, mais jouées à partir de vidéos enregistrées précédemment, que l'animateur Max Schautzer commente ensuite. La sélection finale est diffusée pour la première fois le 31 janvier 1976. On peut ensuite envoyer des cartes postales pendant une semaine avant la diffusion des résultats le 18 février.

#### Finale
| Ordre | Artiste               | Chanson                               | Points  | Place |
| ----- | --------------------- | ------------------------------------- | ------- | ----- |
| 1     | Tina York             | Das alte Haus                         | 17 562  | 12    |
| 2     | Love Generation       | Thomas Alva Edison                    | 58 846  | 5     |
| 3     | Lena Valaitis         | Du machst Karriere                    | 47 714  | 7     |
| 4     | Bruce Low             | Der Jahrmarkt unserer Eitelkeit       | 43 352  | 9     |
| 5     | Ina Deter             | Wenn du so bist wie dein Lachen       | 27 903  | 10    |
| 6     | Nina & Mike           | Komm, geh' mit mir                    | 61 944  | 6     |
| 7     | Maggie Mae            | Applaus für ein total verrücktes Haus | 71 882  | 3     |
| 8     | Les Humphries Singers | Sing Sang Song (de)                   | 96 705  | 2     |
| 9     | Ireen Sheer           | Einmal Wasser, einmal Wein            | 45 032  | 8     |
| 10    | Meeting Point         | Es ist ein Mensch                     | 53 568  | 6     |
| 11    | Tony Marshall         | Der Star                              | 118 250 | 1     |
| 12    | Piera Martell         | Ein neuer Tag                         | 24 525  | 11    |

#### Disqualification de la chanson gagnante
Quatre jours après la diffusion des résultats, la chanteuse israélienne Nizza Thobi (de) révèle qu'elle avait chanté la chanson gagnante Der Star en 1973, même avec l'autorisation du compositeur Detlef Petersen. La chanson était également connue de la GEMA. Elle est alors disqualifiée.
Tony Marshall expliquera ne pas avoir été au courant et refuse de participer à une nouvelle sélection. La HR désigne simplement la deuxième chanson du résultat, les Humphries Singers avec Sing Sang Song, comme candidats au concours Eurovision de la chanson.

## À l'Eurovision

### Points attribués par l'Allemagne
| 12 points | France      |
| 10 points | Autriche    |
| 8 points  | Royaume-Uni |
| 7 points  | Monaco      |
| 6 points  | Finlande    |
| 5 points  | Suisse      |
| 4 points  | Pays-Bas    |
| 3 points  | Israël      |
| 2 points  | Yougoslavie |
| 1 point   | Irlande     |

### Points attribués à l'Allemagne
| 12 points | 10 points | 8 points      | 7 points                                 | 6 points   |
| --------- | --------- | ------------- | ---------------------------------------- | ---------- |
|           |           |               |                                          |            |
| 5 points  | 4 points  | 3 points      | 2 points                                 | 1 point    |
|           |           | - Yougoslavie | - Espagne - France - Luxembourg - Suisse | - Belgique |

En comparaison avec les routines scéniques présentées avec précision et chorégraphiées avec précision par d'autres artistes au début du spectacle, la prestation allemande parait à l'écran désordonnée. La réponse du public à la fin de la chanson est sensiblement en sourdine et sans enthousiasme.
À la fin des votes, la chanson obtient 12 points des jurys nationaux et finit à la quinzième place sur dix-huit participants.